# Pidmanove, Șațk
Pidmanove (în ucraineană Підманове) este un sat în comuna Sviteaz din raionul Șațk, regiunea Volînia, Ucraina.

## Demografie
Componența lingvistică a localității Pidmanove
     Ucraineană (98,31%)
     Rusă (1,69%)
Conform recensământului din 2001, majoritatea populației localității Pidmanove era vorbitoare de ucraineană (98,31%), existând în minoritate și vorbitori de rusă (1,69%).